# سیارک ۱۱۱۵۲
سیارک ۱۱۱۵۲ (به انگلیسی: 11152 Oomine، نامگذاری:1997YH5) یازده هزار و صد و پنجاه و دومین سیارک کشف شده‌است که در ۲۵ دسامبر ۱۹۹۷ کشف شد.
قدر مطلق سیارک برابر ۲۰.۴ است.